# Israelisches Fernsehen
Das israelische Fernsehen (hebräisch טֵלֵוִיזְיָה יִשְׂרְאֵלִית ṭelewīsjah jisrɛ̝ʾelīt) hat eine vergleichsweise junge Geschichte. Am 2. Mai 1968 nahm der erste allgemeine Fernsehsender in Israel seinen regulären Betrieb auf. Knapp 40 Jahre später senden, neben vier öffentlich-rechtlichen, zahlreiche private Fernsehanstalten.
Waren kurz nach der Staatsgründung zunächst vor allem die Zeitungen sowie der staatliche Radiosender Qol Jisraʾel wichtige Kommunikationsmittel, so avancierte das Fernsehen seit den 1970er Jahren zum bedeutendsten Massenmedium der israelischen Gesellschaft. Im Jahr 2005 besaßen knapp 91,5 Prozent der ca. 2 Millionen israelischen Haushalte zumindest einen Fernseher.

## Geschichte
TV-Stationen in Ägypten, Libanon, Jordanien und Syrien sandten seit 1960, womit auch Israelis begannen deren Programme zu sehen. Immerhin waren im Jahre 1960 unter den 2,15 Millionen Israelis etwa 0,743 Millionen arabische Muttersprachler, mehr als 34 % aller Israelis, davon 0,528 Millionen jüdisch-arabische Israelis (Mizrachim) und mit 0,215 Millionen etwa halb so viele nichtjüdisch-arabische Israelis. Bei ihnen waren arabische Spielfilme sehr populär, auch aschkenasische Israelis versammelten sich im Familienkreis zum arabischen Film vor Schabbat.

### Die Anfangsjahre des israelischen Fernsehens
Die Einführung des israelischen Fernsehens galt unter Israelis, insbesondere unter streng orthodoxen Juden und unter Sozialdemokraten, lange Zeit als umstritten. Folglich startete der reguläre Fernsehbetrieb im Vergleich zu den Ländern Westeuropas und Nordamerikas relativ spät. Der streng genommen erste israelische Sender war das Israelische Bildungsfernsehen (hebräisch הַטֵּלֵוִיזְיָה הַחִנּוּכִית הַיִּשְׂרְאֵלִית HaṬelewīsjah haChinnūchīt haJisrɛ̝ʾelīt, englisch Israel Education TV, kurz: הַחִנּוּכִית HaChinnūchīt), welches am 24. März 1966 auf Sendung ging.
Der regelmäßige Sendebetrieb des israelischen Fernsehens, unter Aufsicht der Israel Broadcasting Authority, begann zwei Jahre später. Am Jahrestag der israelischen Unabhängigkeit, dem 5. Ijjar 5720 (Gregorianisch: 2. Mai 1968), nahm der neu gegründete Sender HaTelewizja haJisreʾelit (hebräisch הַטֵּלֵוִיזְיָה הַיִּשְׂרְאֵלִית HaṬelewīsjah haJisrɛ̝ʾelīt, englisch Israeli Television), welcher seit 1994 als Aruz 1 (= Kanal 1) bezeichnet wird, seinen Sendebetrieb auf.
Jeden Freitag ab 18 Uhr sandte das israelische TV vor den arabischsprachigen Nachrichten zum Sendeschluss einen arabischsprachigen Spielfilm, meist aus ägyptischer Produktion. Auf häufig geäußerten Wunsch von Zuschauern, die des Arabischen nicht mächtig waren, führte der Sender schließlich hebräische Untertitel ein jedoch erst, nachdem sich die Mitglieder der Knesset in einigen Debatten dieser Forderung angeschlossen hatten. Insbesondere vor dem Hintergrund der Widerstände religiöser Gruppen bot das israelische Fernsehen in den Anfangsjahren an Schabbat kein hebräischen TV-Programme. Da auch observante jüdische Familien die arabischen Spielfilme sehen wollten, wurde der Sendetermin nach vielen Eingaben so vorgezogen, dass die Filme sicher vor Schabbat endeten. Problematisch war die Beschaffung der Filme, da Ägypten und andere arabische Produktionsländer Israel nicht anerkannten und boykottierten. Ägyptische und irakische Cineasten, die nach ihrer Vertreibung aus den Heimatländern Alija nach Israel gemacht hatten und im Filmwesen oder beim israelischen Fernsehen arbeiteten, unternahmen alles, die Filme zu beschaffen. Die Filme und die ägyptischen Schauspieler waren so beliebt, dass sie auch nach dem Jom-Kippur-Krieg weiter im Programm blieben. Erst der wachsende Anteil von Zabbarim unter jüdischen Israelis, der sich von 35 % um 1960 auf 70 % mehr als dreißig Jahre später quasi verdoppelte, führte zum schwindenden Interesse am arabischen Film.
Am 13. Januar 1981 erfolgt die offizielle Einführung des Farbfernsehens. Bereits zuvor wurden einige Übertragungen, wie der Besuch des ägyptischen Präsidenten Anwar as-Sadat im Jahr 1977 in Israel, der Eurovision Song Contest 1979, sowie einige ausländische Produktionen in Farbe ausgestrahlt.

### Der Start des Privatfernsehens
Im Jahr 1990 wurde durch den Knessetbeschluss zur Gründung der Second Authority for Television and Radio der Weg für ein Entstehen privater Fernsehsender in Israel freigemacht.
Im November 1993 nahm mit Aruz 2 der erste kommerzielle israelische TV-Sender seinen Sendebetrieb auf. Der Sender ist dabei sowohl über Satellit als auch terrestrisch empfangbar. Durch eine Gesetzesreform aus dem Jahr 2000 wurde die Möglichkeit geschaffen, unter Aufsicht der Second Authority for Television and Radio, einen weiteren frei zugänglichen Privatsender zu schaffen. Dieser zweite Privatanbieter (Aruz 10) ging im Jahr 2002 auf Sendung.
Neben diesen frei verfügbaren kommerziellen TV-Sendern offerieren der Kabelanbieter HOT, sowie der 1998 gegründete Satellitenservice Yes die Möglichkeit des Empfangs weiterer kostenpflichtiger Sender.

## Fernsehsender

### Öffentlich-rechtliche Rundfunkanstalten
In Israel existieren 4 öffentlich-rechtliche Fernsehsender. Neben dem seit 1968 sendenden Aruz 1 und dem zumeist in Arabisch übertragenden Aruz 33 sind dies der Bildungskanal Israel Education TV und der Knesset Channel, der über Vorgänge in der Knesset, dem israelischen Parlament, berichtet.

### Kommerzielle Anbieter
Neben diesen öffentlich-rechtlichen Sendern gibt es in Israel mit Aruz 2 und Aruz 10 (hebräisch עָרוּץ 10 ʿArūz ʿEsser) zwei frei verfügbare Privatsender. Diese finanzieren sich ausschließlich aus Werbeeinnahmen und werden von der 1990 gegründeten Second Authority for Television and Radio beaufsichtigt.

### Bezahlfernsehen
Im Jahr 2005 verfügten mit 1,4 Millionen Abonnenten knapp 69 Prozent der israelischen Haushalte über einen Zugang zum Bezahlfernsehen. Die einzigen auf dem israelischen Pay-TV-Markt operierenden Unternehmen sind der Kabelanbieter HOT mit knapp 1 Million Kunden und der Satellitenservice Yes mit 400.000 Abonnenten.

## Sendebetrieb

### Terrestrisch
In Israel senden nur der öffentlich-rechtliche Sender Aruz 1 und der größte Privatsender des Landes, Aruz 2, terrestrisch.

### Kabelfernsehen
Das israelische Kabelfernsehen, welches von dem Unternehmen HOT betrieben wird, verfügt über eine Reichweite von 97 Prozent aller Haushalte. Mit knapp 1 Million Abonnenten besaß im Jahr 2004 knapp die Hälfte aller Haushalte in Israel einen Kabelanschluss. Im Jahr 2001 wurde das israelische Kabelfernsehen von analog auf digital umgestellt. Der Kabelanbieter HOT bietet zudem seit dem Jahr 2005 seinen Kunden einen Video-on-Demand-Service.
Ursprünglich existierten in Israel mit Matav, Tevel und Golden Channels drei regionale Kabelanbieter. Diese Unternehmen strebten seit Ende der 1990er Jahre eine Fusion an, die aber von den israelischen Behörden zunächst unterbunden wurde, da man durch die Monopolstellung eines solchen Konzerns negative Auswirkungen für den neu entstandenen Satellitenservice Yes befürchtete. Nach der Etablierung von Yes beschloss die israelische Regierung im Juli 2000 dazu, den Kabel-TV-Markt zu deregulieren. Dies ermöglichte den drei Kabelanbietern, die angestrebte Fusion zu verwirklichen. Folglich kam es am 18. August 2003 zum Zusammenschluss und zur Gründung von HOT.

### Satellitenfernsehen
Das Angebot des Satellitenservice Yes wurde im Jahr 2004 von ca. 400.000 israelischen Haushalten genutzt. Das Unternehmen Yes, welches im Jahr 1998 gegründet wurde, begann im Juli 2000 mit dem Sendebetrieb. Neben den frei verfügbaren öffentlich-rechtlichen und kommerziellen Sendern bietet Yes, ebenso wie der Kabelanbieter HOT, zahlreiche weitere in- und ausländische Fernsehsender.
Zur Übertragung der Fernsehsignale dienten die israelischen Fernsehsatelliten AMOS-1 und AMOS-2.